# 16 Psiha
16 Psiha (mednarodno ime 16 Psyche, starogrško starogrško Ψυχή: Psihé) je velik asteroid tipa M v glavnem asteroidnem pasu. 

## Odkritje
Asteroid je odkril Annibale de Gasparis (1819 – 1882) 17. marca 1852. Ime je dobil po grški ženski z imenom Psiha. Prvih 15 odkritih asteroidov je dobilo tudi svoj znak. Asteroid Psiha je prvi, ki ga ni dobil.

## Lastnosti
Asteroid Psiha je največji asteroid tipa M. Ocenjuje se, da vsebuje 0,6 % vse mase asteroidnega pasu. 
Opazovanja z radarjem  kažejo, da je sestavljen skoraj iz čiste zlitine niklja in železa. V nasprotju z ostalimi asteroidi tipa M, ne kaže znakov o prisotnosti vode na površini. Asteroid Psiha je kovinski asteroid. Prisotnega je samo malo piroksena .
Če je asteroid Psiha ostanek večjega starševskega telesa, potem bi pričakovali, da bo na isti tirnici večje število manjših teles. Vendar Psiha ne pripada nobeni družini asteroidov . Verjetno je do večjih trkov prišlo že na začetku obstoja Osončja, od takrat pa so se telesa razpršila in jim ni mogoče določiti izvora. Gostota Psihe je za kovinsko telo precej nizka. To kaže, da je asteroid zelo porozen. Asteroid je verjetno velika gruča drobnega materiala, ki je zaradi privlačnosti združen.
Asteroid Psiha je po obliki precej pravilne skoraj elipsoidne oblike. Oblika svetlobne krivulje kaže, da so poli usmerjeni proti ekliptičnima koordinatama (β, λ) = (-9°, 35°) ali (β, λ) = (-2°, 215°) (10 % nenatančnost). To pa da nagib vrtilne osi 95°.
Njegov albedo je 0,120. Za pot okrog Sonca potrebuje 4,99 let. Njegova tirnica je nagnjena proti ekliptiki za 3,095°. Okrog svoje osi se zavrti v 4,196 urah.

## Okultacije
Doslej so opazovali dve okultaciji. Prva je bila 22. marca 2002, druga pa 16. maja 2002.